# Jabu Mahlangu
Pour les articles homonymes, voir Pule (homonymie).
Jabu Mahlangu, dit Pule, né le 11 juillet 1980 à Daveyton (en) (Afrique du Sud) est un footballeur sud-africain.